# Sikorsky CH-53E Super Stallion
Sikorsky CH-53E Super Stallion är en tung transporthelikopter utvecklad av Sikorsky för USA:s marinkår. Det är den största helikoptern i världen utanför Ryssland.

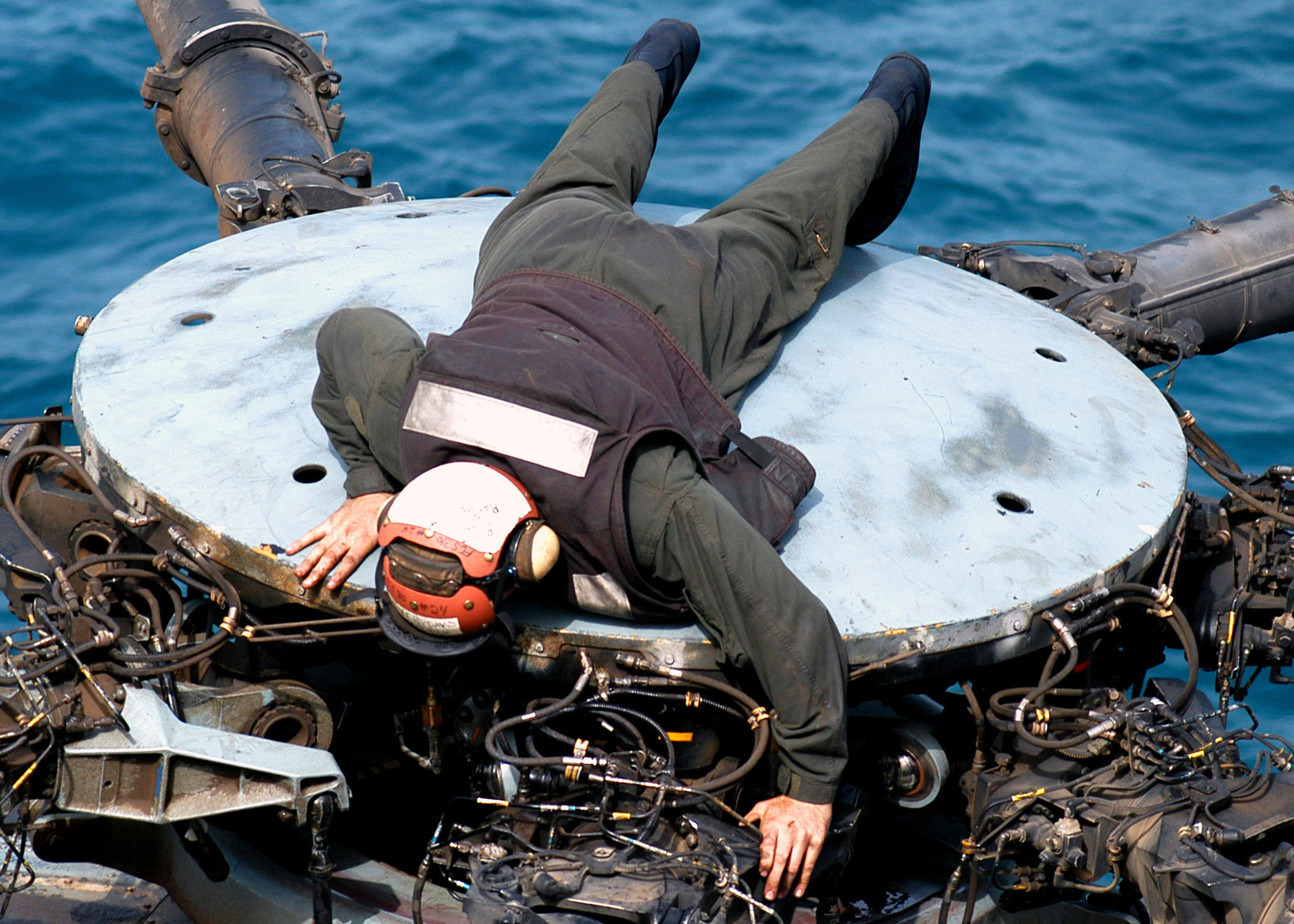
En flygtekniker undersöker rotorbladens infästningar. Bilden ger en uppfattning helikopterns storlek.

## Utveckling
I oktober 1967 begärde USA:s marinkår in offerter på en helikopter med 1,8 gånger större lyftförmåga än den tidigare CH-53 Sea Stallion och kapabel att lyfta landstigningsbåtar. Sikorsky svarade med att erbjuda en variant av CH-53D med tre motorer i stället för två och med en större rotor. Lösningen var attraktiv eftersom den erbjöd snabb leverans och att stora delar av systemet redan var utprovat på CH-53D.
Prototypen flög första gången 1974 och visade sig kunna lyfta 17,8 ton. Serieproduktionen inleddes 1978 och helikoptern togs i tjänst i marinkåren 1981. USA:s flotta beställde en variant av helikoptern för minsvepning. Flottans helikoptrar som fick beteckningen MH-53E Sea Dragon modifierades med extra stora pontoner för 3850 liter bränsle vardera.
Efter drygt tjugo års tjänst började många av helikoptrarna bli slitna, vilket ledde till att marinkåren i augusti 2007 beställde 227 stycken nytillverkade CH-53K. De nya helikoptrarna får nyare motorer, moderniserad cockpit och breddad flygkropp för att kunna lasta en HMMWV internt. Sikorsky öppnade 2010 en ny fabrik i Stratford för tillverkning av CH-53K, men ingen har ännu (2011) flugit. CH-53K beräknas tas i tjänst 2018.

## Konstruktion
Den tredje motorn sitter monterad bakom växellådan med luftintag och utblås på babords sida. Rotorn använder samma blad som CH-53D med sju blad i stället för sex. Det större rotornavet med förlängningshylsor ökar diametern från 22 till 24 meter. Andra skillnader är att flygkroppen är förlängd med 1,9 meter och att stjärtrotorn lutas 20° åt babord för att korrigera att tyngdpunkten flyttades bakåt genom förlängningen. Mindre synliga förändringar är att främre delen flygkroppen är tillverkad i glasfiberarmerad plast i stället för aluminium och införandet av en APU.

## Användning
Under Inbördeskriget i Libanon användes CH-53E att landsätta den amerikanska fredsbevarande styrkan på Beirut-Rafic Hariris internationella flygplats i Beirut. De användes också för att underhålla de amerikanska trupperna under hela operationen.
1991 sändes flera CH-53E till Mogadishu för att evakuera västerlänningar från Inbördeskriget i Somalia. Under operation Desert Storm svepte flottans MH-53E minor i Persiska viken.
I oktober 2001 genomförde sex stycken CH-53E från amfibiefartygen USS Peleliu och USS Bataan historiens längsta amfibielandsättning när de flög 890 km för att landsätta trupper på vad som skulle bli USA:s första landbas i Afghanistan, Camp Rhino.
Super Stallions användes också under Invasionen av Irak 2003 där många marinkårsförband underhölls luftvägen. CH-53E användes också under fritagningen av Jessica Lynch i april 2003.

## Varianter
- CH-53E – Tung transporthelikopter tillverkad för marinkåren. 177 byggda.
- MH-53E – Minsvepningshelikopter tillverkad för flottan. 46 tillverkade.
- S-80M1 - Exportversion tillverkad för Japans självförsvarsstyrkor. 11 levererade.
- CH-53K – Moderniserad version planerad att börja ersätta CH-53E under 2010-talet.
- CH-53X – Sikorskys ursprungliga beteckning på CH-53K.

## Användare
- Japans marina självförsvarsstyrkor – Elva helikoptrar levererade. En förlorad i en olycka 1996. Kommer att ersättas av AW101
- USA:s flotta – 46 stycken MH-53E levererade.
- USA:s marinkår – 177 CH-53E levererade. Kommer att ersättas av 227 CH-53K.